# Акціонерне товариство «Антонов»
Акціонерне товариство «Анто́нов» (колишній Авіаційний науково-технічний комплекс імені Олега Костянтиновича Антонова або АНТК імені О. К. Антонова) — українське державне авіаційне підприємство, що об'єднує конструкторське бюро, комплекс лабораторій, експериментальний та серійний завод, випробувальний комплекс. На підприємстві розроблено понад сто типів літаків та їх модифікацій. Проте у світі «АНТОНОВ» відомий передусім як розробник транспортних, регіональних пасажирських літаків та літаків спеціального призначення.
З 4 квітня 2015 року входить до складу державного концерну «Укроборонпром». На підприємстві реалізовано повний цикл створення сучасного літака — від розробки та серійного виробництва до забезпечення комплексної післяпродажної підтримки.

## Історія
31 травня 1946 року постановою ЦК ВКП(б) і Ради Міністрів СРСР затверджене рішення колегії Міністерства авіаційної промисловості (МАП) про створення Дослідного Конструкторського Бюро (ДКБ-153) на Новосибірському авіаційному заводі й про призначення Антонова Олега Костянтиновича Головним конструктором. Одночасно постанова мала завдання створити сільськогосподарський літак СХ-1 (Ан-2), перший політ якого відбувся 31 серпня 1947 року. Крім цієї машини і її модифікацій, у Новосибірську були створені й побудовані на дослідному виробництві малою серією планери А-9 і А-10.
Улітку 1952 року ДКБ переїжджає до Києва, де серійно вироблявся Ан-2. Тут О. К. Антонову практично заново довелося формувати колектив конструкторського бюро. Наприкінці 1953 р. підприємство одержало складне завдання зі створення військово-транспортного літака із двома турбогвинтовими двигунами. Для його виконання не вистачало фахівців, приміщень, устаткування. На початку 1954 року колектив прийняв першу групу випускників Харківського авіаційного інституту, а також поповнився авіаційними фахівцями з Києва та інших міст. Завдання було виконано — літак Ан-8, який став першим спеціалізованим військово-транспортним літаком СРСР, злетів 11 лютого 1956 року. За великі габарити та широкі транспортні можливості журналісти дали Ан-8 прізвисько «Літаючий кит».
Розробки літаків Ан-10 і Ан-12 ДКБ почало в 1955 році. 7 березня 1957 року почались льотні випробування пасажирського Ан-10, а 16 грудня того ж року на Іркутському авіаційному заводі перший політ здійснив транспортний Ан-12. Хоча ці літаки називали близнюками, їх долі склалися по-різному. Ан-10 зв'язав повітряним мостом обласні міста країни, а згодом освоїв повітряні траси до США та Індії. Його цінували зокрема за комфортабельний салон та всюдихідність. Часто літак сідав на ґрунтові короткі смуги. Проте після катастрофи під Харковом було видано наказ про списання цих літаків. Це одна з найважчих сторінок в історії ДКБ. Її уроки та проблеми втомної міцності стали головними при роботі колективу при створенні подальших літаків.
Ан-12 впевнено зайняв місце у військових підрозділах. З часом він почав перевозити й різноманітні цивільні вантажі. Ан-12 відкрили перші міжнародні вантажні лінії «Аерофлоту». Створений своєчасно та в достатній кількості, простий та невибагливий в експлуатації Ан-12 приніс визнання на світовому рівні О. К. Антонову та його колективу. У 1962 році Олегу Антонову привласнене звання Генерального конструктора.
У той час ДКБ посіло гідне місце серед літакобудівних фірм країни. Підприємство розвивалося. Було створено комплексну лабораторію з випробувань на міцність та втому, комплекс для стендового відпрацювання обладнання літаків. У 1956 р. О. К. Антонов ухвалив рішення про будівництво аеродинамічної труби.
1959 року почалось будівництво у селищі Гостомель під Києвом бази для літних випробувань і доведення літаків. За 30 років тут був створений комплекс, за оснащенням й можливостями порівнянний із провідними льотними центрами європейських держав.
Ідея створення літака, якому для злету та посадки вистачало б найменшого майданчика, завжди приваблювала О. К. Антонова. У 1956 р. вона була втілена у літаку Ан-14 «Бджілка», який вирізнявся гранично високими злітно-посадковими характеристиками. Перший політ Ан-14 відбувся 14 березня 1958 року. Серійно літак будувався на Арсеніївському авіаційному заводі.
У період 1957—1959 років під керівництвом Василя Степанченка завод було реконструйовано, створено пасажирський літак Ан-24, що вперше злетів 20 жовтня 1959 року. У наступні десятиліття на цьому літаку виконувалося до 30 % пасажирських перевезень у Радянському Союзі. Ця винятково успішна машина стала базою для створення таких літаків, як транспортний Ан-26, аерографічний Ан-30, призначений для високогірних аеродромів Ан-32 та інших.
Наприкінці 1960 р. ДКБ приступило до розробки літака Ан-22 «Антей» — першого у світі широкофюзеляжного літака, що обумовив новий крок в авіабудуванні. Ан-22 за своїми розмірами перевершував усе, що робилося до того часу в авіації та вимагав проведення великого обсягу експериментальних робіт і рішення цілого ряду конструкторських і технологічних проблем. Перший політ «Антея» відбувся 27 лютого 1965 року. Вже в червні на міжнародному авіасалоні в Ле Бурже Ан-22 став світовою сенсацією. Серійне виробництво літака здійснювалось на Ташкентському авіаційному заводі. Високу надійність літака підтвердила його інтенсивна експлуатація в суворих умовах Сибіру та Крайньої Півночі. Зокрема, на Ан-22 з вантажем 60 т (два екскаватори) здійснювалися польоти зі смуги, вкритою сніговим шаром завтовшки більше 1 м.

Усі ці роки ДКБ Антонова продовжувало створювати планери. Олег Антонов казав:
Морський флот розвивається давно. Були фрегати, крейсери, лінкори, тепер з'явилися атомні судна, а вітрильні яхти залишаються. Так і планери. Їх будуть будувати та літати на них доти, доки будуть висхідні потоки та будуть люди, які прагнуть літати. А вони будуть завжди!
Були створено серію суцільнометалевих планерів А-11, А-13, А-15 і мотопланер А-13М.
Розвиваючи ідеї, закладені при створенні Ан-14, на початку 1970-х рр., колектив підприємства спроєктував і побудував багатоцільовий літак Ан-28, що вміщав 17 пасажирів. Його перший політ відбувся 29 січня 1973 року. Літак серійно вироблявся у місті Мелець (Польща).
У 1970-х рр. колектив ДКБ О. К. Антонова займався створенням транспортних літаків із двоконтурними турбореактивними двигунами розробки ДКБ Івченко під керівництвом конструктора В. А. Лотарева. Першим літаком, оснащеним ТРДД, став транспортний Ан-72, що вперше піднявся в небо 31 серпня 1977 року. Шасі та потужна механізація з ефектом Коанда забезпечили літаку укорочені зліт та посадку з експлуатацією на ґрунтових аеродромах. Крім того, на Ан-72 широко застосовані конструкції з композиційних матеріалів. У 1978 р. в ДКБ організовано науково-дослідний відділ КМ зі спеціалізованим виробництвом.
На базі Ан-72 були розроблені: оперативно-тактичний літак дальнього радіолокаційного стеження Ан-71, Ан-72Р зі спеціальним радіотехнічним обладнанням, патрульний Ан-72П, а також Ан-74 для експлуатації в умовах Крайньої Півночі, що вперше злетів 29 вересня 1983 року. Серійне виробництво Ан-72 і Ан-74 було розгорнуто на Харківському авіаційному заводі (ХАЗ). Ан-74 неодноразово брав участь у рятувальних експедиціях. Зокрема, у 1986 р. — в евакуації лижників групи Д. Шпаро з арктичної станції на Велику землю. Тоді літак успішно приземлився на кригу довжиною 600 м. Своєю чергою, Ан-74 став основою цілого сімейства літаків різного призначення, у тому числі конвертованих, адміністративних, санітарних і пасажирських.
У 1976 році спеціально для умов високогір'я та жаркого клімату був створений транспортний літак Ан-32 як нова модифікація серійного Ан-26. Ці машини набули популярності серед експлуатантів, особливо в Індії, країнах Латинської Америки й Африки.

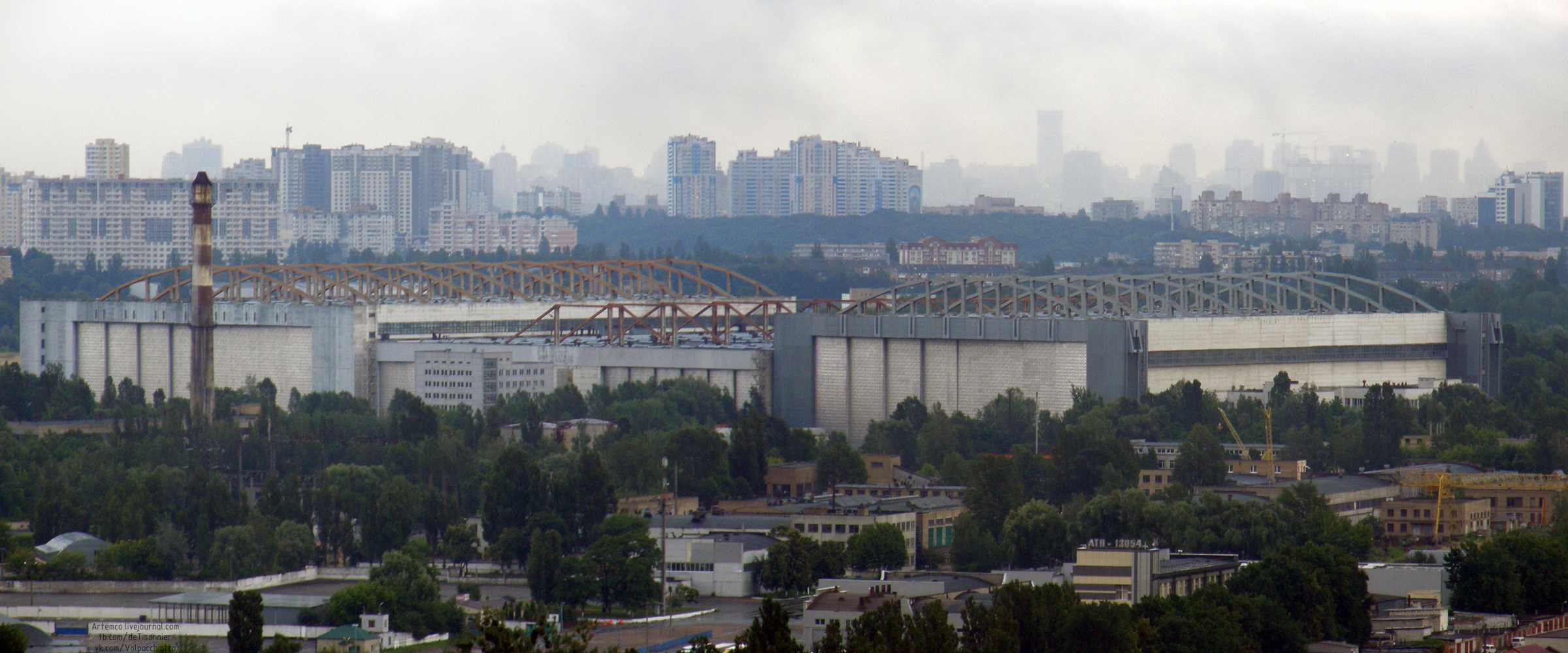
Цехи, споруджені в 1980-х роках

До створення важкого транспортного літака Ан-124 «Руслан» колектив взявся в 1971 році, а в 1982 році ця машина вперше піднялася в повітря. Цей літак втілив у собі велику кількість новітніх технологій. У 1985 р. літак представили на виставці в Ле Бурже. Щоб показати всьому світу переваги «Руслана», одразу після повернення з Франції в одному польоті на Ан-124 було встановлено 21 світовий рекорд, у тому числі абсолютне досягнення за вантажопідйомністю вантажу вагою 171, 219 т на висоту 10 750 м. Після завершення Держвипробувань почалося освоєння Ан-124 в експлуатації у військових підрозділах. Поступово «Руслан» почав виконувати й цивільні перевезення. У 1988 р. дев'ять «Русланів» перевезли до Вірменії, постраждалої від землетрусу, 10000 т вантажів та техніки. У 1991 р. був прийнятий на озброєння. Проте продовжував виконувати і комерційні рейси. З часом саме цей напрям став головним для літака. З цією метою на базі літака Ан-124 створений і сертифікований цивільний варіант Ан-124-100.
Далі можна йти тільки революційним шляхом, освоюючи нові ідеї. А меж нової техніки, як відомо, не існує. Робота у нас з вами і надалі буде складною. Багато задач, які ми зараз вирішуємо, знаходяться на межі можливого виконання, вимагають величезних зусиль розуму, волі, знання. На сьогодні ми вже створили шість транспортних машин, будуємо сьому — літак Ан-124, хочемо робити восьму. Вважаю, що завдання на нову машину ми отримаємо, і в нас буде ясна перспектива.
— зазначав О. К. Антонов у останніх виступах перед колективом. Постанова уряду на розробку цього літака, літака Ан-70, вийшло в червні 1984 р.
4 квітня 1984 року О. К. Антонов помер. 19 листопада підприємство, яке він створив та очолював 38 років, було назване на його честь.
15 травня 1984 року Генеральним конструктором Авіаційного науково-технічного комплексу було призначено Петра Васильовича Балабуєва. Колектив підприємства почав створювати універсального надважкого транспортного літака Ан-225 «Мрія», призначеного для транспортування великогабаритних виробів у зібраному вигляді загальною масою до 250 тонн, у тому числі й орбітальний корабель ракетно-космічної системи «Енергія-Буран». Ан-225 був спроєктований і побудований за 3 роки. У грудні 1988 року він зробив перший політ. У травні 1989 року виконані польоти з «Бураном» на Байконурі, а в червні літак з «Бураном» взяв участь в авіаційному салоні в Ле Бурже та став світовою сенсацією.

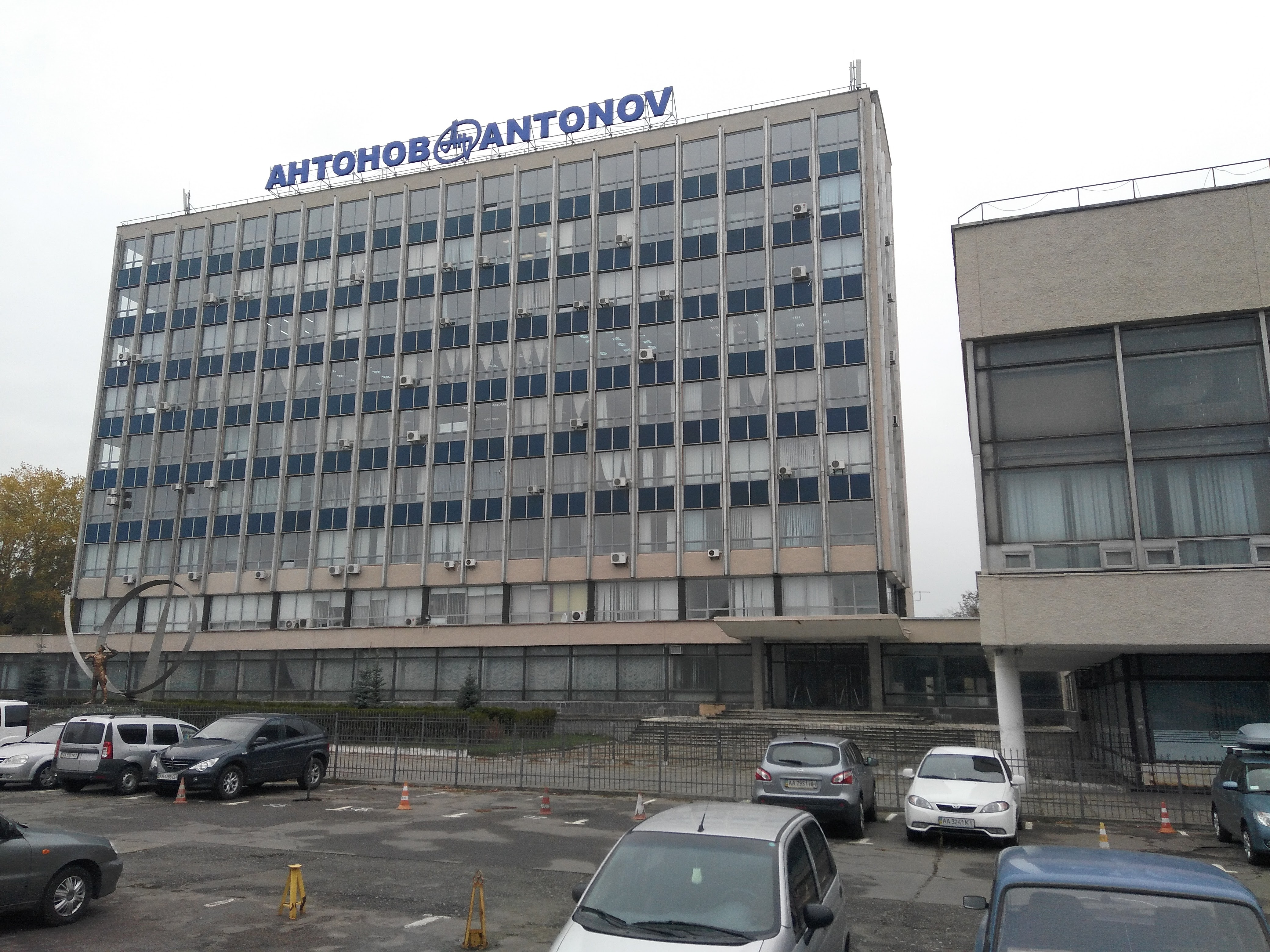
Корпус заводу «Антонов» у Києві на проспекті Перемоги

Водночас вносилися зміни та вдосконалення в проєкт Ан-70. Робоче проєктування Ан-70 почалося в 1989 р. До цього часу обрис літака вже був визначений остаточно. Конструктори вклали в Ан-70 найпередовіші розробки, до більшості з яких можна застосувати слово «вперше». Його транспортні можливості дозволяють доставляти на короткі необладнані ґрунтові посадкові ділянки майже всю армійську техніку та озброєння, а також великогабаритну цивільну техніку та засоби транспорту загальною масою до 47 тонн. Спеціально для цього літака в ЗМКБ «Прогрес» уперше у світі створений гвинтовентиляторний двигун Д-27 і в АТ «Аеросила» — співвісний гвинтовентилятор СВ-27. Перший політ літака відбувся 16 грудня 1994 року. У 2015 році літак був прийнятий на озброєння Збройних Сил України.
Наприкінці 1980-х років, коли стали скорочуватися об'єми надходження коштів з бюджету країни, П. В. Балабуев узяв курс на самофінансування підприємства. Він першим серед усіх керівників вітчизняних конструкторських бюро у 1989 р. добився на той момент практично неможливого: АНТК ім. О. К. Антонова було дозволено організувати власну авіакомпанію. Комерційні перевезення на літаках створеного авіатранспортного підрозділу поступово стали істотною статтею доходів. Вони вкладалися в розвиток інформаційних технологій, у розробку нових проєктів, у модернізацію устаткування, але, головне, саме вони зрештою дозволили авіапромисловості України отримувати для серійного випуску нові типи сертифікованих повітряних суден. Транспортний підрозділ, відомий як авіакомпанія «Авіалінії Антонова», одержав статус національного вантажного перевізника України.
Вихід із важкої економічної ситуації, що настала внаслідок розпаду СРСР, Генеральний конструктор побачив у вдосконаленні структури підприємства і розширенні сфери його діяльності. У цей період створюється спеціальний підрозділ із розробки засобів наземного транспорту, ведеться експорт технологічних досягнень фірми, починається навчання іноземних громадян експлуатації літаків «Ан», росте об'єм інжинірингових послуг і вантажних повітряних перевезень. У результаті період становлення незалежної України для фірми «АНТОНОВ» виявився досить плідним. Створені: легкий багатоцільовий літак Ан-38, регіональний турбогвинтовий пасажирський Ан-140, поповнилися сімейства Ан-74 і Ан-32.
Літак Ан-38, призначений для перевезення 27 пасажирів, пошти й вантажів загальною масою до 2500 кг на місцевих повітряних лініях. На ньому встановлені двигуни ТРЕ 331-14GR-801E виробництва компанії Allied-Signal (США) і повітряні гвинти Hartzell (США). 23 червня 1994 року на Новосибірському авіаційному виробничому об'єднанні ім. В. П. Чкалова відбувся перший політ літака. Там же розгорнуте серійне виробництво Ан-38-100 і Ан-38-200 (варіант із російськими двигунами ТВД-20).
Пасажирський турбогвинтовий літак Ан-140 розроблений для заміни на повітряних трасах ветерана Ан-24. Маючи близьку до Ан-24 пасажиромісткість — 52 осіб, Ан-140 перевершує його як за комфортом, так і за технічними характеристиками — дальністю, швидкістю, паливною ефективністю. Перший політ літака відбувся 17 вересня 1997 року. Серійне виробництво розгорнуте на ХДАВП, у Самарі на підприємстві «Авіакор — авіаційний завод» і на заводі HESA (м. Ісфаган, Іран).
У 2001 році було модернізовано та розпочато комерційну експлуатацію Ан-225. У вересні 2001 р. «Мрія» з вантажем 250 т виконала політ по замкненому маршруту та встановила 124 світових рекорди.
У 2004 р. вперше піднявся в небо регіональний реактивний пасажирський літак нового покоління Ан-148 із двома двоконтурними турбореактивними двигунами, що призначений для перевезення до 85 пасажирів на регіональних і магістральних авіалініях.
У грудні 2009 р., відповідно до  Розпорядження Кабінету Міністрів України  № 758-р від 1 липня 2009 р., Наказів Міністерства промислової політики України № 476 від 10 липня 2009 р. і № 919 від 23 грудня 2009 р., до АНТК ім. О. К. Антонова був приєднаний Київський авіаційний завод «АВІАНТ». Об'єднане підприємство — ДП «АНТОНОВ» одержало можливість виготовляти літаки серійно. На даний час завершено реорганізацію в напрямку інтеграції двох підприємств.
Першим продуктом об'єднаного Державного підприємства «АНТОНОВ» став регіональний реактивний літак Ан-158, призначений для перевезення до 102 пасажирів. Він вперше піднявся в небо 28 квітня 2010 р.

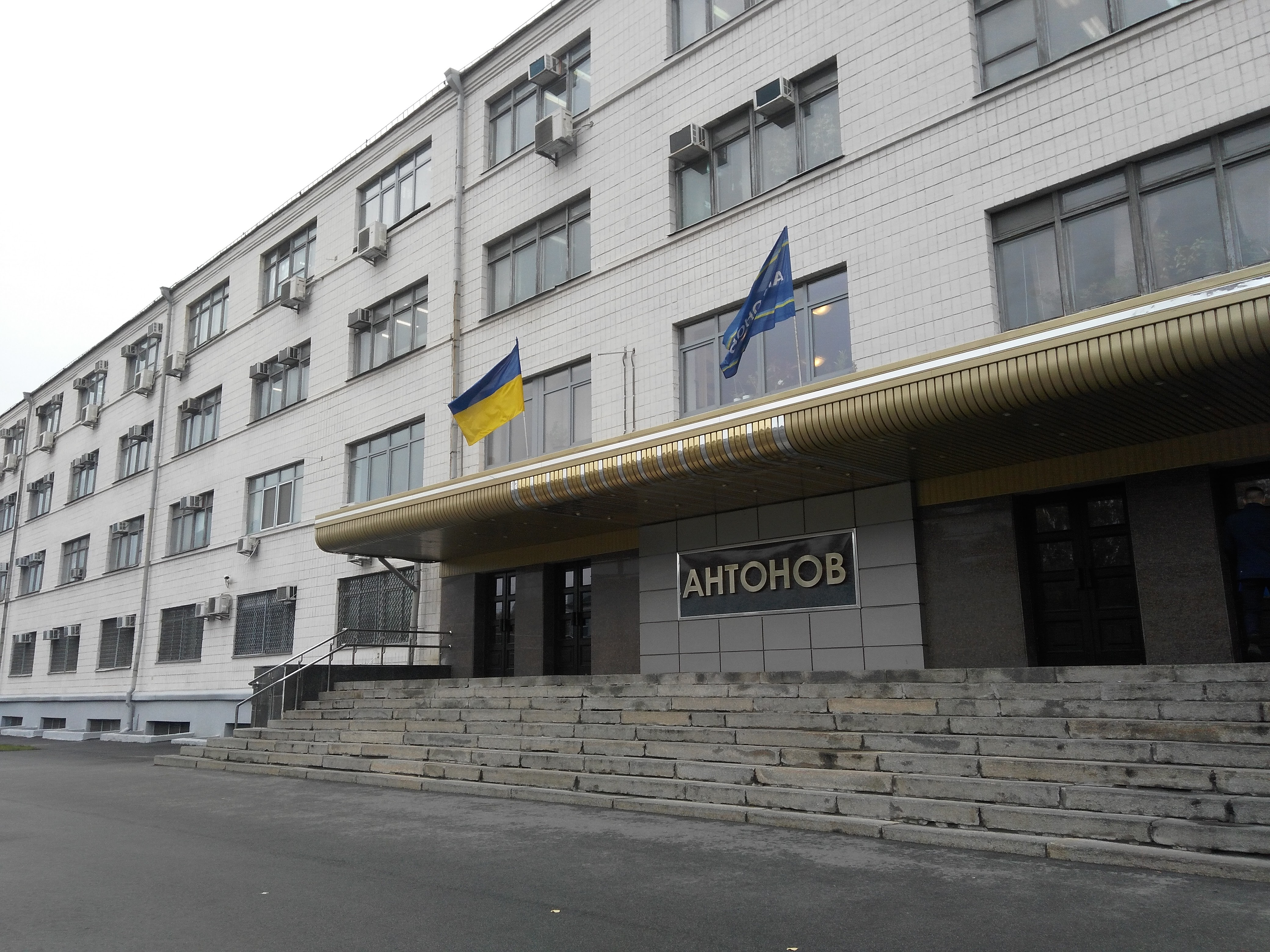
Корпус заводу «Антонов» на вул. Мрії (колишня вулиця Академіка Туполєва) в Києві.

7 травня 2015 року в небо вперше здійнявся новий транспортний літак Ан-178. Почато серійне виробництво у 2020 році.
У травні 2015 року компанія увійшла до складу «Укроборонпрому».
31 березня 2017 року зі злітної смуги аеродрому «Святошин» злетів перший прототип багатоцільового транспортного літака Ан-132 — літак-демонстратор Ан-132Д. Програма створення Ан-132 реалізувалася за контрактом із замовником із Королівства Саудівська Аравія (КСА).
У січні 2021 року підприємство підписало угоду та почало виробництво трьох військово-транспортних літаків Ан-178-100Р для ЗСУ. Для цього було залучень кредит на 3 млрд гривень. Директор підприємства Сергій Бичков повідомив, що перший транспортний літак Ан-178 українська армія мала отримати в першій половині 2023 року, а наступні літаки мали передавати кожні три місяці.
24 лютого 2022 р., у день початку повномасштабного наступу РФ на Україну був атакований аеродром «Київ-Антонов-2», де проводилися випробувальні польоти літаків «Ан» та який є місцем базування літаків «Авіаліній Антонова». Коли ЗСУ звільнили від російських окупантів Гостомель, виявилося, що після перебування «російського миру» аеродрому та літакам, що там базувалися, завдано значних пошкоджень. Знищено літаки Ан-26, Ан-74, Ан-225 та адмінбудівлю. Значно пошкоджено літаки Ан-12, Ан-22, Ан-28, Ан-132D та Ан-124-100-150, ангари, усі інші об'єкти інфраструктури.
12 квітня 2024 тип підприємства було змінено з Державного підприємства на Акціонерне товариство, 100% акцій володіє АТ «Українська оборонна промисловість».

## Розслідування

### Знищення АН-225 «Мрія»
СБУ встановила, що у січні-лютому 2022 року колишній директор підприємства Сергій Бичков закрив для Нацгвардії доступ до аеродрому в Гостомелі та завадив зведенню укріплень.
За даними слідства, недбалість Бичкова призвела до втрати літака «Мрія», адже судно могло полетіти у Німеччину задовго до 24 лютого. У березні 2023 року Бичкова заарештували, у квітні йому висунули підозру за втрату Ан-225 «Мрія» та збитки на 8,4 млрд грн.

### Розтрата коштів
У березні 2023 року колишнього директора з правових питань підприємства та ексдиректора адвокатського об'єднання було викрито в розтраті та пособництві в розтраті понад 18 млн грн коштів підприємства. У грудні САП скерувала справу проти них до суду.

## Плани на відновлення Ан-225 «Мрія»
Відбудова літака Ан-225 «Мрія» – один із пріоритетних проєктів підприємства та його керівництва. У травні 2022 року президент Володимир Зеленський назвав відновлення літака питанням іміджу України і знаком вшанування українських пілотів, вбитих під час російсько-української війни.
Проєктна команда сформувала технічний вигляд нової «Мрії». За даними керівництва компанії, нові розробки мали використати в інших літаках, а нова «Мрія» зможе приносити щороку щонайменше $30 млн прибутку та мала б окупитися протягом 15 років.
27 лютого 2023 команда авіаконцерну презентувала DLC для Microsoft Flight Simulator, який додає у гру літак Ан-225 «Мрія». Як зазначають у ДП «Антонов», це перша успішна співпраця із залучення коштів на відновлення реальної «Мрії» та відмічають злагоджену роботу команди Microsoft Flight Simulator, проєктної команди ДП «АНТОНОВ», активного сприяння міністра Михайла Федорова та Міністерства цифрової трансформації та експертизи пілотів та інженерів ДП «АНТОНОВ». Також вони пообіцяли, що увесь прибуток від продажу доповнення «Mriya add-on» у Microsoft Flight Simulator компанія Microsoft перерахує на спеціальний рахунок для відбудови літака.

## Інші транспортні розробки
- Тролейбус Київ-12.
- Трамвай ЛТ-10А
- Легкий автоматизований метрополітен РАДАН
- Перегоновий автомобіль Київ-Спорт[19][20][21][22]
- Велорами.

## Концерн Антонов
Об'єднання українських авіапідприємств почалось зі створення 2005 року Державної літакобудівної корпорації «Національне об'єднання Антонов». Однак її діяльність була неефективною.
Концерн «Авіація України» було створено згідно з постановою Кабінету Міністрів № 428 від 14 березня 2007 року і була ліквідована заснована 2005 року Державна літакобудівна корпорація «Національне об'єднання „Антонов“». Концентрація учасників ДАК «Авіація України» дозволена розпорядженням Кабміну № 254-р від 3 травня 2008 року. Уряд ліквідував державний авіабудівний концерн «АНТОНОВ» через передачу його підприємств до складу «Укроборонпрому» своєю постановою № 546 від 19 липня 2017 року.

## Літаки «Ан»
| Назва           | Вигляд | Опис                                                                                    | Створення | Перший політ        |
| --------------- | ------ | --------------------------------------------------------------------------------------- | --------- | ------------------- |
| Ан-2            |        | Легкий багатоцільовий літак                                                             | 1946      | 31.08.1947          |
| Ан-3            |        | Легкий багатоцільовий літак                                                             | 1967      | 13.05.1980          |
| Ан-4            |        | Легкий транспортний літак                                                               | 1950      | 31.07.1951          |
| Ан-6            |        | Висотний погодний розвідник                                                             | 1948      | 21.03.1948          |
| Ан-8            |        | Військово-транспортний літак                                                            | 1954      | 11.02.1956          |
| Ан-10 «Україна» |        | Середньомагістральний пасажирський літак                                                | 1955      | 07.03.1957          |
| Ан-12           |        | Транспортний літак                                                                      | 1955      | 16.12.1957          |
| Ан-14 «Бджілка» |        | Транспортний літак                                                                      | 1950      | 14.03.1958          |
| Ан-22 «Антей»   |        | Транспортний літак                                                                      | 1960      | 27.02.1965          |
| Ан-24           |        | Пасажирський турбогвинтовий літак                                                       | 1958      | 20.10.1957          |
| Ан-26           |        | Військово-транспортний літак                                                            | 1964      | 21.05.1969          |
| Ан-28           |        | Пасажирський літак                                                                      | 1968      | 29.01.1973          |
| Ан-30           |        | Літак повітряного спостереження та аерофотозйомки                                       | 1964      | 21.08.1967          |
| Ан-32           |        | Багатоцільовий транспортний літак                                                       | 1975      | 09.07.1976          |
| Ан-34           |        | Транспортний літак                                                                      | 1961      | 04.09.1961          |
| Ан-38           |        | Пасажирський літак                                                                      | 1989      | 23.06.1994          |
| Ан-70           |        | Військово-транспортний літак                                                            | 1987      | 16.12.1994          |
| Ан-71           |        | Літак авіаційного комплексу радіовиявлення і наведення                                  | 1983      | 12.07.1985          |
| Ан-72           |        | Багатоцільовий транспортний літак                                                       | 1976      | 31.08.1977          |
| Ан-74           |        | Транспортний літак                                                                      | 1980      | 29.09.1983          |
| Ан-124 «Руслан» |        | Найбільший серійний вантажний літак у світі                                             | 1971      | 24.12.1982          |
| Ан-132          |        | легкий турбогвинтовий багатоцільовий транспортний літак                                 | 2016      | 31.03.2017          |
| Ан-140          |        | Вантажопасажирський літак                                                               | 1993      | 17.09.1997          |
| Ан-148          |        | Близькомагістральний пасажирський літак                                                 | 2001      | 17.12.2004          |
| Ан-158          |        | Близькомагістральний пасажирський літак                                                 | 2010      | 28.04.2010          |
| Ан-178          |        | Військово-транспортний літак                                                            | 2015      | 07.05.2015          |
| Ан-180          |        | Середньомагістральний пасажирський літак                                                | 1991      | Програма заморожена |
| Ан-188          |        | Середній військовий транспортний літак                                                  |           |                     |
| Виріб-181       |        | Експериментальний зразок із крилом арочного типу                                        | 1991      | Не злетів           |
| Ан-218          |        | Широкофюзеляжний пасажирський літак                                                     | 1991      | Програма заморожена |
| Ан-318          |        | Широкофюзеляжний пасажирський літак                                                     | 1990-ті   | Програма заморожена |
| Ан-418          |        | Широкофюзеляжний пасажирський літак                                                     | 1990-ті   | Програма заморожена |
| Ан-225 «Мрія»   |        | Найбільший, найважчий і найбільш вантажопідйомний літак у світі з будь-коли побудованих | 1984      | 21.12.1988          |

## Відомі працівники

### Керівництво
- Антонов Олег Костянтинович — головний конструктор (1946—1962), генеральний конструктор (1962—1984).
- Степанченко Василь Олексійович — генеральний директор Київського авіазаводу (1954—1958, 1965—1979).
- Балабуєв Петро Васильович — генеральний конструктор АНТК імені О. К. Антонова з 1984-го по травень 2005 року.
- Ківа Дмитро Семенович — генеральний конструктор АНТК імені О. К. Антонова з 2005 року по 2010 рік, Президент — генеральний конструктор ДП «АНТОНОВ» з 2010-го по червень 2015 року, генеральний конструктор ДП «АНТОНОВ» з 2015-го по 2016 рік.
- Гвоздьов Михайло Олексійович — президент ДП «АНТОНОВ» з травня 2015 року до червня 2016 року.
- Коцюба Олександр Анатолійович — президент ДП «АНТОНОВ» з червня 2016 року до серпня 2017 року.
- Кривокінь Олександр Григорович — президент ДП «АНТОНОВ» з серпня 2017 року до травня 2018 року.
- Донець Олександр Дмитрович — президент ДП «АНТОНОВ» з травня 2018 року до червня 2020 року[23].
- Лось Олександр Васильович — президент ДП «АНТОНОВ» з червня до листопада 2020 року.
- Бичков Сергій Андрійович — генеральний директор ДП «АНТОНОВ» з листопада 2020 року до квітня 2022 року.
- В. о. генерального директора Гаврилов Євген Павлович.

## Виробництво літаків
Виробництво літаків «Ан» українськими авіазаводами, 1991—2015 роки

## Фінансові показники[24]
| Період          | Чистий дохід, тис. грн. | Прибуток/збиток |
| --------------- | ----------------------- | --------------- |
| I кв. 2013 року | 948 868                 | 78 140          |
| I кв. 2014 року | 449 418                 | 42 908          |